# Kasha-Katuwe Tent Rocks National Monument

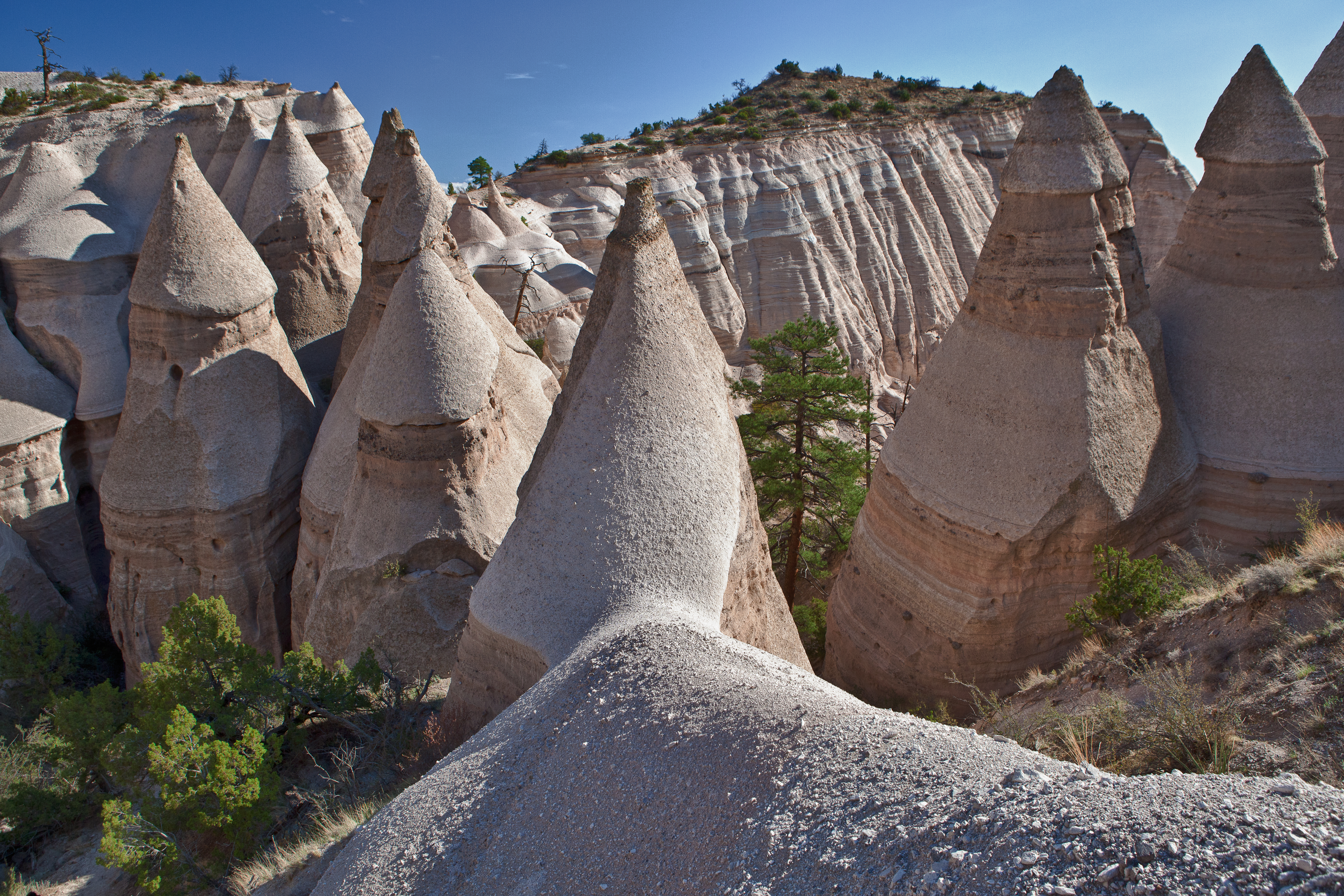
Vista del Kasha-Katuwe Tent Rocks National Monument.

Il Kasha-Katuwe Tent Rocks National Monument è una formazione rocciosa situata nel Nuovo Messico.
L'area è diventata monumento nazionale nel gennaio 2001, durante gli ultimi giorni di Bill Clinton da Presidente degli Stati Uniti d'America, ed è gestita dal Bureau of Land Management (BLM).
È localizzata nei pressi del centro abitato di Cochiti, a circa 40 miglia ad ovest della cittadina di Santa Fe. L'altitudine dell'area varia da 1.737 a 1.951 m s.l.m.
La sua denominazione, nella lingua keres del Pueblo locale, significa "rupe bianca".
Le rocce si formarono a seguito di un'esplosione vulcanica avvenuta tra i 6 e i 7 milioni di anni fa. La meteorizzazione e l'erosione hanno prodotto la particolare conformazione di canyon e piramidi di terra.